# Tieffenbach
Tieffenbach es una localidad y comuna francesa, situada en el departamento de Bajo Rin en la región de Alsacia.
La comuna se ubica en los límites  del Parque natural regional de los Vosgos del Norte.
Limita al norte con Weislingen, al noreste con Fromuhl, al sureste con Struth, al suroeste con Asswiller y Durstel, al oeste con Adamswiller y al noroeste con Waldhambach

## Demografía
| 453 | 461 | 435 | 378 | 334 | 335 | 294 |
| Para los censos de 1962 a 1999 la población legal corresponde a la población sin duplicidades (Fuente: INSEE [Consultar]) |     |     |     |     |     |     |